# Mecamilamina
La mecamilamina è un antagonista non competitivo dei recettori nicotinici. l'assorbimento è difficoltoso, incompleto ed imprevedibile per i suoi composti ammonici quaternari. Attraversa la barriera emato-encefalica e può determinare tremore e confusione
È stata utilizzata come bloccante gangliare per la cura dell'ipertensione anche se ora è utilizzata come bloccante gangliare solo per motivi di ricerca. È un bloccante dei recettori nicotinici cerebrali di tipo α3β4.